# ジュリア・アナス
ジュリア・エリザベス・アナス (Julia Elizabeth Annas, 1946年 - ) は、アメリカ合衆国で活動するイギリス出身の哲学者、古代ギリシア哲学研究者。徳倫理学の主要人物であり、古代哲学の入門書などでも知られる。アリゾナ大学名誉教授。

## 経歴
1946年イギリスに生まれる。1968年オックスフォード大学で学士号取得、1970年ハーバード大学で修士号取得、1972年同Ph.D.取得。オックスフォード大学セント・ヒューズ・カレッジのフェローとチューターを経て、1986年アリゾナ大学教授に就任。1991年から1992年までコロンビア大学教授を務めたのを除いて、退職までアリゾナ大学教授を務めた。
1992年にアメリカ芸術科学アカデミーフェロー、2013年にアメリカ哲学協会会員に選出されている。その他ノルウェー科学人文アカデミー会員に選出されている。
1983年創刊の学術雑誌Oxford Studies in Ancient Philosophyの創刊者でもある。

## 著作
- Aristotle's Metaphysics, Books M and N, translated with introduction and notes (Oxford, 1976)
- An Introduction to Plato's Republic (Oxford, 1981)
- The Modes of Scepticism (Cambridge, 1985), with Jonathan Barnes
  - 『懐疑主義の方式』J.バーンズと共著、藤沢令夫監修、金山弥平訳、岩波書店、1990年、ISBN 9784000003315
  - 『古代懐疑主義入門』J.バーンズと共著、金山弥平訳、岩波書店〈岩波文庫〉、2015年、ISBN 9784003369814（上記の改訳を含む文庫版）
- Hellenistic Philosophy of Mind (California, 1992)
- “Ancient Ethics and Modern Morality.” Philosophical Perspectives 6 (1992): 119–36.doi:10.2307/2214241
  - 「古代の倫理学と現代の道徳」納富信留；三浦太一訳、『徳倫理学基本論文集』加藤尚武；児玉聡編・監訳、勁草書房、2015年、ISBN 9784326102488
- The Morality of Happiness (Oxford, 1993)
- Platonic Ethics, Old and New (Cornell, 1999)
- Voices of Ancient Philosophy: An Introductory Reader (Oxford, 2000)
- Ancient Philosophy: A Very Short Introduction (Oxford, 2000)
  - 『古代哲学』瀬口昌久訳、内山勝利解説、岩波書店〈1冊でわかる〉、2008年、ISBN 9784000268752
- Plato: A Very Short Introduction (Oxford, 2003)
  - 『プラトン』大草輝政訳、中畑正志解説、岩波書店〈1冊でわかる〉、2008年、ISBN 9784000268981
- Intelligent Virtue (Oxford, 2011)
  - 『徳は知なり 幸福に生きるための倫理学』相澤康隆訳、春秋社、2019年、ISBN 9784393323724
- Virtue and Law in Plato and Beyond (Oxford, 2017)